# 布赖恩·莱德贝特
布赖恩·莱德贝特（英語：Brian Ledbetter，1963年11月18日—），美国男子帆船运动员。他曾代表美国参加1988年和1992年夏季奥林匹克运动会帆船比赛，其中1992年夏季奥运会获得一枚银牌。